# Luka (kanton dziesiąty)
Luka – wieś w Bośni i Hercegowinie, w Federacji Bośni i Hercegowiny, w kantonie dziesiątym, w gminie Bosansko Grahovo. W 2013 roku liczyła 60 mieszkańców, z czego większość stanowili Chorwaci.